# Альбертини Дау, Эллен
Эллен Альбертини Дау (англ. Ellen Albertini Dow, 16 ноября 1913 — 4 мая 2015) — американская актриса.

## Биография
Эллен Роуз Альбертини (англ. Ellen Rose Albertini) родилась в Пенсильвании, была седьмым ребёнком в семье владельца дилерской конторы. В пятилетнем возрасте уже начала обучаться игре на фортепиано и танцам. Высшее актёрское образование она получила в Корнеллском университете в городе Итака, после чего переехала в Нью-Йорк, где работала и училась с легендарными танцовщицами Ханией Холм и Мартой Грэм. Альбертини также некоторое время обучалась в Париже вместе с Марселем Марсо и Жаком Лекоком. После возвращения в США она много работала в театрах Нью-Йорка, а также выступала и в провинциальных театрах восточного побережья. Помимо этого она показала себя в качестве театрального режиссёра и хореографа, занимаясь постановкой опер в прославленном Карнеги-холл на Манхэттене.
Её экранный дебют состоялся лишь в 1985 году на телевидении. В последующие годы актриса снялась в полсотне телесериалов и более чем в двадцати кинокартинах. На большом экране она наиболее запомнилась как старушка Диско Дотти в фильме «Студия 54» (1998) и бабушка, читающая рэп в комедии «Певец на свадьбе» (1998). Несмотря на это, роль Диско Дотти принесла ей номинацию на премию «Золотая малина» в категории «Худшая актриса второго плана». Помимо этого она появилась в кинокартинах «Действуй, сестра» (1992), «Действуй, сестра 2» (1993), «Убийства в стране радио» (1994), «Целитель Адамс» (1998), «Незваные гости» (2005) и ряде других фильмов. Среди телепроектов с её участием были такие популярные телесериалы как «Золотые девочки», «Квантовый скачок», «Скорая помощь», «Уилл и Грейс», «Клиент всегда мёртв», «Секс в большом городе» и «Ханна Монтана».
В 1950 году Альбертини вышла замуж за театрального режиссёра и сценариста Юджина Дау, с которым оставалась вместе до его смерти в 2004 году.
29 апреля 2015 года, после перелёта из Нью-Йорка в Пенсильванию, ей резко стало плохо, она попала в больницу, где 4 мая умерла.

## Избранная фильмография
| Год  |   | Русское название    | Оригинальное название | Роль                    |
| ---- | - | ------------------- | --------------------- | ----------------------- |
| 2005 | с | Клиент всегда мёртв | Six Feet Under        | Роберта                 |
| 2006 | с | Ханна Монтана       | Hannah Montana        | Кэтрин МакКорд          |
| 2011 | с | Бесстыжие           | Shameless             | настоящая тётя Джинджер |